# Предварительный отбор для Милстрита
Предварительный отбор для Милстрита (Квалификация за Милстрит) (англ. Preselection for Millstreet; фр. Présélection pour Millstreet; словен. Kvalifikacija za Millstreet) — предварительный отбор для конкурса песни «Евровидение-1993». Участие приняли семь стран, ни одна из которых не участвовала на конкурсе песни «Евровидение» ранее, кроме Боснии и Герцеговины, Хорватии и Словении, ранее принимавших участие на конкурсе в составе Югославии. Эти три страны прошли отбор, получив возможность принять участие на конкурсе песни «Евровидение-1993» в Милстрите (Ирландия). Предварительный отбор проходил  3 апреля 1993 года в Любляне (Словения). Тайда Лекше, ведущая предварительного отбора, вела программу на английском, французском и словенском языках.
После того, как семь конкурсных песен были исполнены и жюри объявили окончательные результаты, семь конкурсантов снова выступили на сцене, исполнив песни, выпущенные вместе с конкурсной композицией.
Из семи стран-участниц предварительного отбора, Босния и Герцеговина, Хорватия и Словения — бывшие страны Югославии, прошли отбор и получили возможность принять участие на конкурсе песни «Евровидение-1993», проходивший 15 мая 1993 года в Милстрите (Ирландия). Остальные страны, не прошедшие на конкурс, смогли дебютировать на конкурсе 1994 года.

## Участвующие страны
После падения Железного занавеса и распада Югославии число стран, желающих принять участие в конкурсе, сильно выросло. Второй год подряд Европейский вещательный союз (ЕВС) увеличил максимальное количество участвующих стран с двадцати трёх до двадцати пяти. Поскольку Югославия навсегда отказалась от участия, только двадцать две другие страны, участвовавшие на конкурсе 1992 года, могли принять участие на конкурсе 1993 года. ЕВС решил, что оставшиеся три страны могли принять участие, победив в предварительном отборе, организованным общественным телевидением Словении.

### Дирижёры
Все песни сопровождались оркестром. Композиции, исполненные конкурсантами в конце предварительного отбора, оркестром не исполнялись, но некоторые участники оркестра играли на музыкальных инструментах. Когда Дида Дрэган из Румынии исполняла песню, вышедшая с конкурсной композицией, Джордже Натсис не дирижировал оркестром, а аккомпанировал Диде на пианино. В качестве дирижёров выступили:
- Босния и Герцеговина — Эсад Арнауталич
- Хорватия — Андрей Баша
- Эстония — Пеэтер Лилье
- Венгрия — Петар Угрин
- Румыния — Джордже Натсис
- Словения — Петар Угрин
- Словакия — Владимир Валович

## Результаты
| №  | Страна               | Исполнитель    | Песня                         | Перевод                                | Язык                   | Место | Баллы |
| -- | -------------------- | -------------- | ----------------------------- | -------------------------------------- | ---------------------- | ----- | ----- |
| 01 | Босния и Герцеговина | Fazla          | «Sva bol svijeta»             | «Вся боль света»                       | Боснийский             | 2     | 52    |
| 02 | Хорватия             | «Put»          | «Don’t Ever Cry»              | «Никогда не плачь»                     | Хорватский, английский | 3     | 51    |
| 03 | Эстония              | Яника Силламаа | «Muretut meelt ja südametuld» | «С беззаботной душой и огнём в сердце» | Эстонский              | 5     | 47    |
| 04 | Венгрия              | Андреа Сулак   | «Árva reggel»                 | «Сиротское утро»                       | Венгерский             | 6     | 44    |
| 05 | Румыния              | Дида Дрэган    | «Nu pleca»                    | «Не уходи»                             | Румынский              | 7     | 38    |
| 06 | Словения             | «1X Band»      | «Tih deževen dan»             | «Тихий дождливый день»                 | Словенский             | 1     | 54    |
| 07 | Словакия             | «Elán»         | «Amnestia na neveru»          | «Амнистия за неверие»                  | Словацкий              | 4     | 50    |

## Голосование
|           |                      | Результаты |         |         |         |          |          |    |    |
| Всего     | Босния и Герцеговина | Хорватия   | Эстония | Венгрия | Румыния | Словения | Словакия |    |    |
| Участники | Босния и Герцеговина | 52         |         | 5       | 8       | 10       | 10       | 7  | 12 |
| Участники | Хорватия             | 51         | 10      |         | 6       | 12       | 7        | 8  | 8  |
| Участники | Эстония              | 47         | 6       | 8       |         | 8        | 6        | 12 | 7  |
| Участники | Венгрия              | 44         | 7       | 6       | 12      |          | 8        | 6  | 5  |
| Участники | Румыния              | 38         | 5       | 12      | 5       | 5        |          | 5  | 6  |
| Участники | Словения             | 54         | 8       | 7       | 10      | 7        | 12       |    | 10 |
| Участники | Словакия             | 50         | 12      | 10      | 7       | 6        | 5        | 10 |    |

## Трансляция
Таблица, приведённая ниже, показывает порядок, в котором отдавались голоса во время отбора на конкурс 1993 года, и имена представителей, ответственных за представленные песни и объявление голосов в соответствующих странах. Каждый национальный вещатель также отправил на конкурс комментаторов, для того, чтобы обеспечить охват конкурса на родном языке. Подробная информация о комментаторах и вещателях также представлена в таблице, приведённой ниже.

### Глашатаи
1. Босния и Герцеговина — Исмета Дервоз-Крвавац
(Представительница Югославии на «Евровидение-1976» в составе группы «Ambasadori»)
2. Хорватия — Ксения Урличич
3. Эстония — Юрий Макаров
4. Венгрия — Петер Вольф
5. Румыния — Аурора Андронаке
6. Словения — Моймир Сепе
7. Словакия — Станислав Бартович

### Комментаторы

#### Участвующие страны
- Босния и Герцеговина — ? (RTVBiH)
- Хорватия — Александр Костадинов (HRT)
- Эстония — Олави Пихламяги (ETV)
- Венгрия — Иштван Ваго (MTV)
- Румыния — ? (TVR)
- Словения — Грегор Крайц (RTVSLO)
- Словакия — ? (STV)

#### Неучаствующие страны
- Греция — ? (ERT)
- Дания — ? (DR)
- Испания — ? (TVE)
- Кипр — ? (CyBC)
- Португалия — ? (RTP)